# Williams FW44
El Williams FW44 fue un monoplaza de Fórmula 1 diseñado por Williams Racing para disputar la temporada 2022. Fue manejado por Nicholas Latifi y Alexander Albon, quien volvió a la «máxima categoría» tras estar un año en el Deutsche Tourenwagen Masters.
El chasis fue anunciado el 8 de febrero de 2022, y presentado oficialmente el día 15 del mismo mes.

## Resultados
(Clave) (negrita indica pole position) (cursiva indica vuelta rápida)

| Año     | Motor                        | Neu. | N.º | Pilotos         | 1   | 2   | 3   | 4   | 5   | 6   | 7   | 8   | 9   | 10  | 11  | 12  | 13  | 14  | 15  | 16  | 17  | 18  | 19  | 20  | 21  | 22  | Puntos | Pos. |
| ------- | ---------------------------- | ---- | --- | --------------- | --- | --- | --- | --- | --- | --- | --- | --- | --- | --- | --- | --- | --- | --- | --- | --- | --- | --- | --- | --- | --- | --- | ------ | ---- |
| 2022    | Mercedes-AMG F1 M13 V6 Turbo | P    |     |                 | BHR | ARA | AUS | EMI | MIA | ESP | MON | AZE | CAN | GBR | AUT | FRA | HUN | BEL | NED | ITA | SIN | JPN | USA | MEX | SÃO | ABU | 8      | 10.º |
| 2022    | Mercedes-AMG F1 M13 V6 Turbo | P    | 6   | Nicholas Latifi | 16  | Ret | 16  | 16  | 14  | 16  | 15  | 15  | 16  | 12  | Ret | Ret | 18  | 18  | 18  | 15  | Ret | 9   | 17  | 18  | 16  | 19† | 8      | 10.º |
| 2022    | Mercedes-AMG F1 M13 V6 Turbo | P    | 23  | Alexander Albon | 13  | 14† | 10  | 11  | 9   | 18  | Ret | 12  | 13  | Ret | 12  | 13  | 17  | 10  | 12  | WD  | Ret | Ret | 13  | 12  | 15  | 13  | 8      | 10.º |
| 2022    | Mercedes-AMG F1 M13 V6 Turbo | P    | 45  | Nyck de Vries   |     |     |     |     |     |     |     |     |     |     |     |     |     |     |     | 9   |     |     |     |     |     |     | 8      | 10.º |
| Fuente: |                              |      |     |                 |     |     |     |     |     |     |     |     |     |     |     |     |     |     |     |     |     |     |     |     |     |     |        |      |